# Al Mineo
Alfred Mineo, (nato Alfredo Manfredi), detto Al (Palermo, 1880 – New York, 5 novembre 1930), è stato un mafioso italiano, boss mafioso di New York degli anni venti ed il capo dell'attuale famiglia Gambino dal 1928 al 1930.

## Biografia
Alfredo Manfredi nasce a Palermo, nel 1880 ed emigra a New York nel 1911 con i suoi familiari, naturalizzandosi il nome come Alfred Mineo. All'inizio del Novecento a New York si andò formando l'organigramma di Cosa Nostra, che poco tempo dopo sarebbe stato formalizzato con le famose Cinque famiglie. La famiglia che controllava Brooklyn fu quella guidata da Salvatore D'Aquila, di cui Al Mineo divenne,  uno dei membri più  importanti e potenti.
Quando scoppiò la guerra castellammarese fra le famiglie siciliane di New York guidate da Salvatore Maranzano e Joe Masseria, D'Aquila si alleò con Maranzano e il 10 ottobre del 1928 venne ucciso dai killer di Masseria, assieme al suo guardaspalle, probabilmente tradito da Mineo, il quale divenne con l'uccisione del suo capo il nuovo boss della famiglia e abbandonò Maranzano per allearsi con Masseria. Suo vice fu Steve Ferrigno, mentre i capidecina più importanti furono Vincent Mangano, Frank Scalice, Carlo Gambino, Joseph Riccobono e Joe Biondo; la cosca comprendeva circa 300 affiliati e si occupava dei racket del contrabbando di alcool, delle estorsioni, del gioco d'azzardo, dell'usura, dei numeri della lotteria italiana, dei sindacati e del fronte del porto in tutta Brooklyn, allargandosi in seguito anche a Manhattan con il permesso di Masseria.
Il 5 novembre del 1930 all'uscita dell'appartamento del Bronx (South Parkway Pelham) in cui si era svolto un incontro tra Joe Masseria e i suoi (Joe Catania, Lucky Luciano e Vito Genovese) e Al Mineo e Steve Ferrigno, i partecipanti si trovarono sotto il fuoco di alcuni killer che spararono dall'appartamento di fronte. Mineo e Ferrigno furono assassinati, mentre Masseria e i suoi uomini ne uscirono miracolosamente illesi. I killer erano stati probabilmente inviati da Maranzano e si ipotizzò che fossero stati Joe Bonanno, Nick Capizzi, Gaspar DiGregorio, John Bonventre e Sebastiano Domingo, meglio conosciuto con il nome di Buster di Chicago.
Il nuovo capo della famiglia divenne Frank Scalice, che si alleò segretamente con Maranzano all'insaputa di Masseria, facendo il doppio gioco.